# Ісікарі (Хоккайдо)

43°10′42″ пн. ш. 141°18′24″ сх. д. / 43.17833° пн. ш. 141.30667° сх. д.
Ісіка́рі (яп. 石狩市, いしかりし, МФА: [iɕi̥kaɾʲi ɕi̥]) — місто в Японії, в окрузі Ісікарі префектури Хоккайдо.

## Короткі відомості
Розташоване в центрально-західній частині префектури, на берегах річки Ісікарі. Центр рибальства та молочної промисловості. Батьківщина японської страви ісікарі-набе. 2005 року увібрало у себе села Ацута і Хамамасу. Станом на 1 жовтня 2008 року площа міста становила 721,86 км². Станом на 31 березня 2017 населення міста становило 58 831 осіб.